# 1,10-Dibromdecan
1,10-Dibromdecan ist eine chemische Verbindung aus der Gruppe der aliphatischen, gesättigten Halogenkohlenwasserstoffe.

## Gewinnung und Darstellung
1,10-Dibromdecan kann durch Bromierung von 1,10-Decandiol gewonnen werden.

## Eigenschaften
1,10-Dibromdecan ist ein beiger Feststoff, der praktisch unlöslich in Wasser ist. Es kristallisiert im monoklinen Kristallsystem in der Raumgruppe P21/c (Raumgruppen-Nr. 14) mit den Gitterparametern a = 5,4574 Å; b = 5,2814 Å, c = 21,088 Å und β = 92,897 ° sowie 2 Formeleinheiten pro Elementarzelle.

## Verwendung
1,10-Dibromdecan wird als Alkylierungsmittel und als Zwischenprodukt für organische Synthesen verwendet.